# Janqa de Baybars II

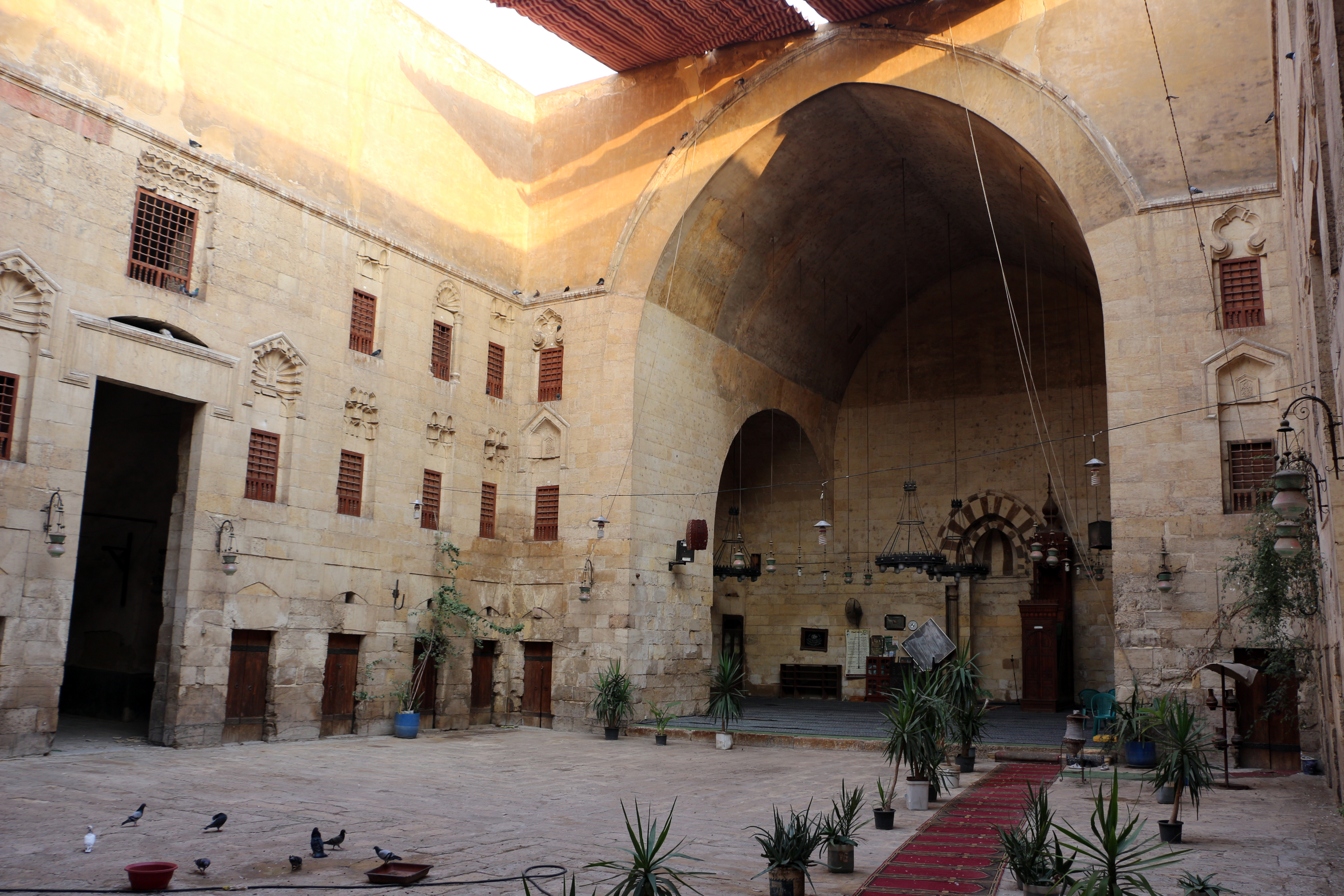
Vista interior del edificio.

El Janqa de Baybars II es un edificio medieval ubicado en la histórica Sharia Gamaliya en El Cairo, Egipto. Fue construido en 1309, en la época medieval de El Cairo islámico, para albergar a cuatrocientos sufíes e hijos de los mamelucos. Este es el janqa u hostal más antiguo que ha sobrevivido en el Cairo moderno.

## Construcción
El responsable de la construcción fue Baybars al-Jashankir (árabe: بيبرس الجاشنكير) o Baybars II (Cairo, fallecido en 1310), conocido como Al-Gashankir, "el catador", cargo que ocupó en la corte en un momento dado. Sirvió como atabeg de Egipto y después de la muerte del emir Salar, se convirtió en sultán de Egipto en 1309. Patrocinó la lujosa decoración del edificio.
Dentro de los límites del sitio irregular, las diversas funciones del janqa se entrelazaron en un complejo de edificios arquitectónicamente rico. La elegante fachada tiene una imponente entrada arqueada que se proyecta hacia la calle. La puerta está retranqueada en un nicho de mármol cubierto con un capuchón de estalactitas. Para el umbral se utilizó un bloque de piedra faraónica grabada con jeroglíficos.
El minarete, rematado con una cúpula nervada que alguna vez estuvo cubierta con azulejos de fayenza verde, se encuentra en el lado sur del edificio. El primer nivel es cuadrado y está adornado con hileras de estalactitas o bóvedas de mocárabes, mientras que el segundo es cilíndrico.